# Nils Oelrich

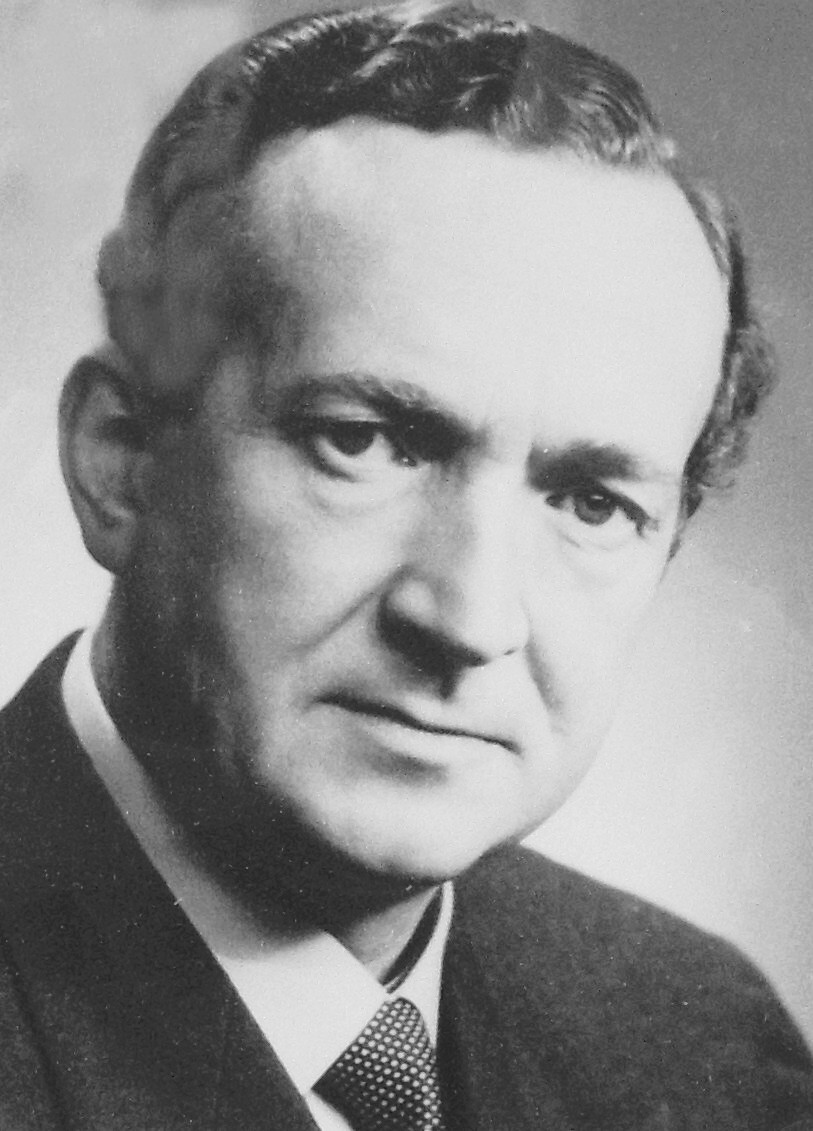
Nils Oelrich

Nils Oelrich, född 30 juni 1908 i Halmstad, död 26 april 1997 i Stockholm, var en svensk arkitekt. Han var stadsarkitekt i Stockholm åren 1954 till 1973.
Nils Oelrich fick sin utbildning till arkitekt vid Kungliga Tekniska högskolan i Stockholm 1929-1933 och vid Kungliga Konsthögskolan i Stockholm 1936. Därefter var han anställd vid Byggnadsstyrelsen till 1938 och vid Fortifikationsförvaltningen till 1943. Åren 1944-1955 var han vice stadsarkitekt i Stockholm och fick därefter tjänsten som ordinarie stadsarkitekt, som han innehade till sin pensionering 1973. Oelrich hade även egen arkitektverksamhet och ritade begravningsplatser och militära byggnader samt deltog i kyrkorestaureringar.